# Anubias barteri
Espèce
Anubias barteri est une espèce ouest-africaine d'Anubias, décrite pour la première fois en 1860 par Heinrich Wilhelm Schott. Il est présent dans le sud-est du Nigeria, au Cameroun et sur Bioko.

## Description
La forme des feuilles varie en fonction des variétés ; chez A. barteri var. barteri (connu sous le nom d'« Anubias à feuilles larges »), les feuilles sont coriaces et peuvent atteindre 30 cm. Le rhizome reste au-dessus du substrat, attaché par ses racines aux roches et aux bois[réf. nécessaire].

## Culture
Cette plante pousse bien partiellement et entièrement submergée. En situation de forte luminosité, les feuilles poussent plus vite et restent plus compactes, mais cette plante tolère une plage d'éclairage large. Il préfère une plage de température de 22 à 28 °C. Elle peut être multipliée en divisant le rhizome ou en séparant des pousses latérales. Si le rhizome est enterré, il peut pourrir[Pas dans la source].

## Variétés
L'espèce a différentes variétés comme :
- Anubias barteri var. angustifolia
- Anubias barteri var. caladifolia
- Anubias barteri var. glabra
- Anubia barteri var. nana